# Sportpszichológia
A sportpszichológia a sportolással, a sportoló ember pszichológiai jellemzőivel foglalkozik.
A mozgás örömét valamennyi egészséges ember megtapasztalja, emiatt játszanak a gyerekek a mozgásos játékot, mert élvezik a testi ügyességet. Megérezzük a mozgás feszültségoldó hatásait is. Sportoláskor megfeledkezünk esetleges gondjainkról, fájdalmainkról.

## Kezdetek
A lélektan eszközeit az 1950-es évek óta használják az élsportban. A dél-amerikai futball világában alkalmaztak először pszichológust egy csapatnál. Nem elég a testet edzeni és felkészíteni, a pszichológiai tényezőket is figyelembe kell venni, sőt pszichológiai ráhatással óriási belső energiatartalékok szabadíthatók fel. Azóta eltelt 50 év alatt jelentős mozgalommá vált a sportpszichológia. Több jelentős folyóirat, szakkönyv, konferenciák adnak lehetőséget arra, hogy gondolataikat, vizsgálati eredményeiket kicseréljék a szakemberek.

## A pszichológus feladata, lehetőségei
A pszichológia vizsgálóeszközeivel az emberi teljesítőképesség tudatos és nem tudatos összetevőit tárja fel, ami már a sportág kiválasztásában is szerepet játszik. Feltárja, hogy milyen tényezők alapján választ valaki inkább csoportsportágat vagy éppen küzdősportot. Ha a sportoló a kellő szaktudást és edzettséget megszerezte majd valamilyen hirtelen visszaesés jelentkezik a teljesítményében amely okát sem sportoló, sem az edző nem érti, ekkor kapcsolódik be a sporttudományos team tagjaként a pszichológus, aki feltárja a problémát és az elhárításra törekszik.

### A pszichológus feladatai összefoglalva
1. A sportági alkalmasság mértékét vizsgálja az emberi személyiség kiemelt szempontjai szerint
2. Összetett mozgás elsajátításában, fejlesztésekben vesz részt
3. A teljesítőképesség ingadozásainak okát vizsgálja, illetve szünteti meg, a sportoló edzőjével, esetleg szülővel együttműködve.

## A sportoló, a szülő és az edző együttműködése, buktatók
Kitüntetett jelentőségű a sportolói karrier alakulása az edző és a sportoló kapcsolata, amelyet ideális esetben a szülő támogat, de nem forszírozza saját vágyait hajtva. Mindhármuk szoros és őszinte együttműködése szükséges ahhoz, hogy valóban kiemelkedő eredmény szülessen. Ma már sem az edzői, sem a szülői tekintély pozícióból, öncélúan nem juttathatja el a versenyzőjét, gyermekét a nemzetközi szintre. Élvonalbeli sportteljesítményhez a teljes személyiség erőinek mozgatására szükség van, ez csak úgy érhető el, ha egyenrangú partnerként, felelős autonóm személyként tekintenek rá.

## A sportági teljesítőképesség jellemzése
- A teljesítményt meghatározó központi idegrendszeri aktivációt, vagy más szóval izgalmi szintet, ami segítheti vagy gátolhatja a sportoló teljesítményét, öt csoportba sorolhatjuk

1. extrém izgatottsági szintet igénylő pl.: hosszú távú úszás, súlyemelés, atlétikai dobószámok
2. erős izgalmi nivó pl.: rövid távú úszás-futás, birkózás
3. közepes erősségű izgalom pl.: kosárlabda, kézilabda
4. gyenge erősségű izgalom pl.: vívás, tenisz
5. enyhe feszültség pl.: teke, golf, torna

- A figyelem irányultsága is jelentős hatékonyságú a teljesítményben. Négy típusa írható le a két dimenzió mentén

1. széles körű-kifelé irányuló figyelem, ami gyors helyzetfelismerést szolgál
2. széles körű-befelé irányuló figyelem, ami a belső elemzést, tervezést szolgálja, a felkészülést alapozza meg
3. szűk körű-befelé irányuló figyelem, ami a mentális felkészülést alapozza meg a tervezett teljesítményhez
4. szűk körű-kifelé irányuló, olyan koncentrációt jelent , amikor a versenyző egy releváns pontra figyel, hogy reagálni tudjon minél gyorsabban, minél hatékonyabban.

## A pszichiátria és a sport
A kiemelkedési vágy, a tökéletes teljesítmény vágya speciális személyiségalakulást feltételez, ami klinikus személyiségzavar fogalmával lefedhető. Nárcisztikus, határeseti és kényszeres vonásokat találunk gyakran az élsportolók személyiségében, a kognitív szférában, a másik emberhez fűződő kapcsolatában, viselkedésében. Az edzésbeli túlterhelés, az étkezési zavarok, függőség, drogfogyasztás, a leggyakrabban előforduló pszichiátriai zavarok felismerése és kezelése kiemelt jelentőségű.
Alkalmazott terápiák: mentálhigiénés tanácsadás, relaxációs módszerek, meditáció, mentális tréning, hipnózis, verbális terápia, csoportterápiás módszerek.

## A játék és a versenyszerű játék különbségei

### A játék funkciói
Kisgyermekkortól szeretünk játszani. Már óvodás kortól igyekeznek a gyerekek összemérni magukat, ügyességüket. Serdülőkortól egyre agresszívabban játszanak a gyerekek, valóban le akarják küzdeni egymást, erővel, indulattal. A sport pontos szabályai révén válik a szabálytudat megerősítőjévé. Iskolás kortól világosan kijelölik a küzdelem feltételeit, tartalmát, keretét: mit lehet, mit nem- illetve a szabálytalanság milyen következményekkel jár. A játék keretében megtapasztalják a gyerekek egymás elleni indulataikat. Ezen túl saját képességeink felmérésére is szolgálhatnak a különféle játékos feladatok. Megtapasztalhatjuk, hogy a szellemi erőnk nem haladja meg a többiekét, akkor mi leszünk a vesztesek, és a másik nyer. Megtanít felismerni saját képességeinket másokkal összevetve és megtanít veszteni is. Képességeink, adottságaink ismeretéhez segít hozzá, önismeretünket gyarapítjuk a játékkal. A másik ember legyőzésének vágyát, a dominanciatörekvést jó esetben fékezi a szabálytudat, korrekt játszótárssá téve a gyerekeket. A sportjáték önmagában is örömet okoz, a gyerek azért játszik, mert magát a folyamatot élvezi. Kisgyermekkorban nem érdekli a gyermeket más, csak az, hogy élvezze a saját ügyességét, a játék fordulatait.

### A sport jellegű játék
A sportágak között sok olyan játékos teljesítmény van, amit élveznek a sportolók is. Minél magasabb szinten figyeljük a sportolók motivációját, annál inkább tapasztaljuk, hogy nem a tevékenységért végzik tevékenységüket, hanem az eredményért. Az élsportban kíméletlenül az eredmény válik fontossá, ami igényelhet testi ügyességet, erőt, jó gondolkodást. Manapság mindenben versenyzünk egymással, életre - halálra! Nem is véletlenül, mivel a legjobb hajtóerő az emberi teljesítményben. Már a gyerekek is versenyeznek, aztán később felnőttként az üzleti életben. A versengés igényét mindenki ismeri, az vonzza a sportba a tömegeket, sportolóként és nézőként egyaránt. A felülkerekedés vágya, a győzelem öröme, ami leginkább motiválja az embereket arra, hogy összemérjék tudásukat, ügyességüket. Még nézőként, szurkolóként is örömet élnek át azáltal, hogy beleélik magukat a versenyző helyzetébe. A versenyben, a kíméletlen versenyfutásban az lesz a győztes, aki minél nagyobb indulati töltéssel, minél rafináltabban harcol a céljaiért. Ám a sportolóknak nem csak a testét, az izmait kell megfelelően edzeni, hanem a fejét, az agyát is fel kell készítenie, hogy jól tudja adagolni az a testi erőt, tudást, ügyességet, amit összegyűjtött edzés során.

## A sportpszichológia helyzete hazánkban
Az 1960-as évektől működött a Testnevelési Főiskola Kutató Laboratóriumának Pszichológiai Részlege, amit Büchler Róbert vezetett. Az ott folyó kutatások, főleg a pszichometrikus módszerek, tesztek alkalmazásra irányultak, Pichler Márton a látás differenciáltmérését, Kudar Katalin a testtudat mérését dolgozta ki, Nagykáladi Csaba többféle teljesítménymotivációs kérdőívet dolgozott ki és adaptált- különféle sportágak képviselőit vizsgálták valamennyien. Az Országos Testnevelés- és Sportegészségügyi Intézetnek 1974-78-ban volt egy klinikus képzettségű pszichológusa, Budavári Ágota, aki az élsportolók és a válogatott kerettagok egy részén végzett pszichológiai vizsgálatokat. Miután 1978-ban megalakult a Sportmentálhigiénés Osztály, Buda Béla főorvos vezetésével a sportpszichológiai szolgáltatás jelentősen megnőtt. A Sportkórházon kívül a nyolcvanas-kilencvenes években a nagyobb sportklubok: Honvéd, Vasas, Újpesti Dózsa, MTK, BVSC, BKV pszichológiai laboratóriumokat működtettek, ahol több pszichológus is dolgozott élvonalbeli sportolókkal, akikkel folytatott vizsgálatok eredményei alapján az utánpótlás korúak kiválasztása is megtörtént. Ám fő feladatuk mégis az élvonalbeliek támogatása volt. Leghosszabban a Honvéd sportklub alkalmazott pszichológust, egészen a mai napig, míg a többiek sajnos anyagi nehézségeik növekedésével leépítették a sportegészségügyi teamet az ezredfordulón.